# Đội tuyển bóng rổ nữ quốc gia Indonesia
Đội tuyển bóng rổ nữ quốc gia Indonesia là đội tuyển bóng rổ nữ quốc gia của Indonesia, được quản lý bởi Hiệp hội Bóng rổ Indonesia "PERBASI".

## Đội hình
| Tên                         | Vị trí | Tuổi | Quốc gia | Câu lạc bộ       | Nhân sự                  |
| --------------------------- | ------ | ---- | -------- | ---------------- | ------------------------ |
| Gabriel Sophia              | C      | 25   | INA      | Surabaya Fever   | Head Coach: Kim Dong Won |
| Agustin Elya Gradita Retong | PG     | 22   | INA      | Merpati Bali     |                          |
| Lea Elvensia Kahol          | F/C    | 17   | INA      | Papua Barat      |                          |
| Regina Pramesti             | G      | 20   | INA      | Merpati Bali     |                          |
| Henny Sutjiono              | F      | 23   | INA      | Surabaya Fever   |                          |
| Mega Nanda Perdana Putri    | PF     | 27   | INA      | Surabaya Fever   |                          |
| Kadek Pratita Citta Dewi    | F      | 22   | INA      | Merpati Bali     |                          |
| Natasha Debby Christaline   | SG     | 24   | INA      | Sahabat Semarang |                          |
| Yuni Anggreani              | G      | 32   | INA      | Merpati Bali     |                          |
| Mariam Ulfah                | SG     | 23   | INA      | Sahabat Semarang |                          |
| Sumiati                     | G      | 27   | INA      | Surabaya Fever   |                          |
| Juliana Anggita Soearyo     |        |      | INA      |                  |                          |

### Giao hữu
Indonesia  62 vs 81  Samsung Blue Minx (WKBL)
Indonesia  63 vs 50  Yong In University